# Pelagra
La pelagra es una enfermedad producida por deficiencia dietética, debida a la ingesta o absorción inadecuada de vitamina B3 (niacina), uno de los compuestos del complejo de la vitamina B.
Considerada inicialmente como infección, hasta que el médico Joseph Goldberger demostró que era derivada de una deficiencia vitamínica, la pelagra es frecuente en todo el mundo, aunque su incidencia en los países occidentales es reducida gracias a que la harina blanca consumida suele estar enriquecida con vitamina B. Las personas más castigadas por la enfermedad son aquellas que siguen una dieta pobre en proteínas, acentuándose todavía más en los que la dieta tiene al maíz no nixtamalizado como base alimenticia; también afecta a las que padecen enfermedades gastrointestinales que provocan una alteración de la absorción de vitaminas.

## Etimología
Muchos fueron los nombres que se le otorgaron a esta enfermedad, antes de acuñarse la denominación actual, como por ejemplo: "lepra asturiana" o "italiana", "lepra de Lombardía", "mal de la rosa", "escorbuto de los Alpes", "enfermedad de Saint-Aman" o "de Stracham". Todos ellos resultan ilustrativos de que se trató de una enfermedad que afectó a múltiples regiones del continente europeo. Sin embargo, el nombre definitivo fue establecido el año 1771, cuando el médico italiano Francesco Frapolli sugirió la denominación de pelagra (pelle: piel, agra: áspera) fundándose en los cambios que sufría la piel de los aquejados de esta dolencia. Progresivamente, esta denominación se fue imponiendo en la literatura de los países 
latinos y anglosajones.

## Historia
El maíz ha sido uno de los alimentos más importantes para los pueblos de América desde hace miles de años. Para mejorar su consumo y preparar masa de maíz, los pobladores de Mesoamérica descubrieron el proceso de nixtamalización, en el cual se remojan los granos en una solución alcalina, hecha de cenizas y agua. Con este proceso se ablanda y destruye la cáscara del grano de maíz, facilitando la elaboración de masa y ayudando a su conservación. Pero un beneficio adicional es el elevar la disponibilidad de niacina en el maíz, haciéndola disponible para la nutrición, y reduciendo el riesgo de padecer pelagra.

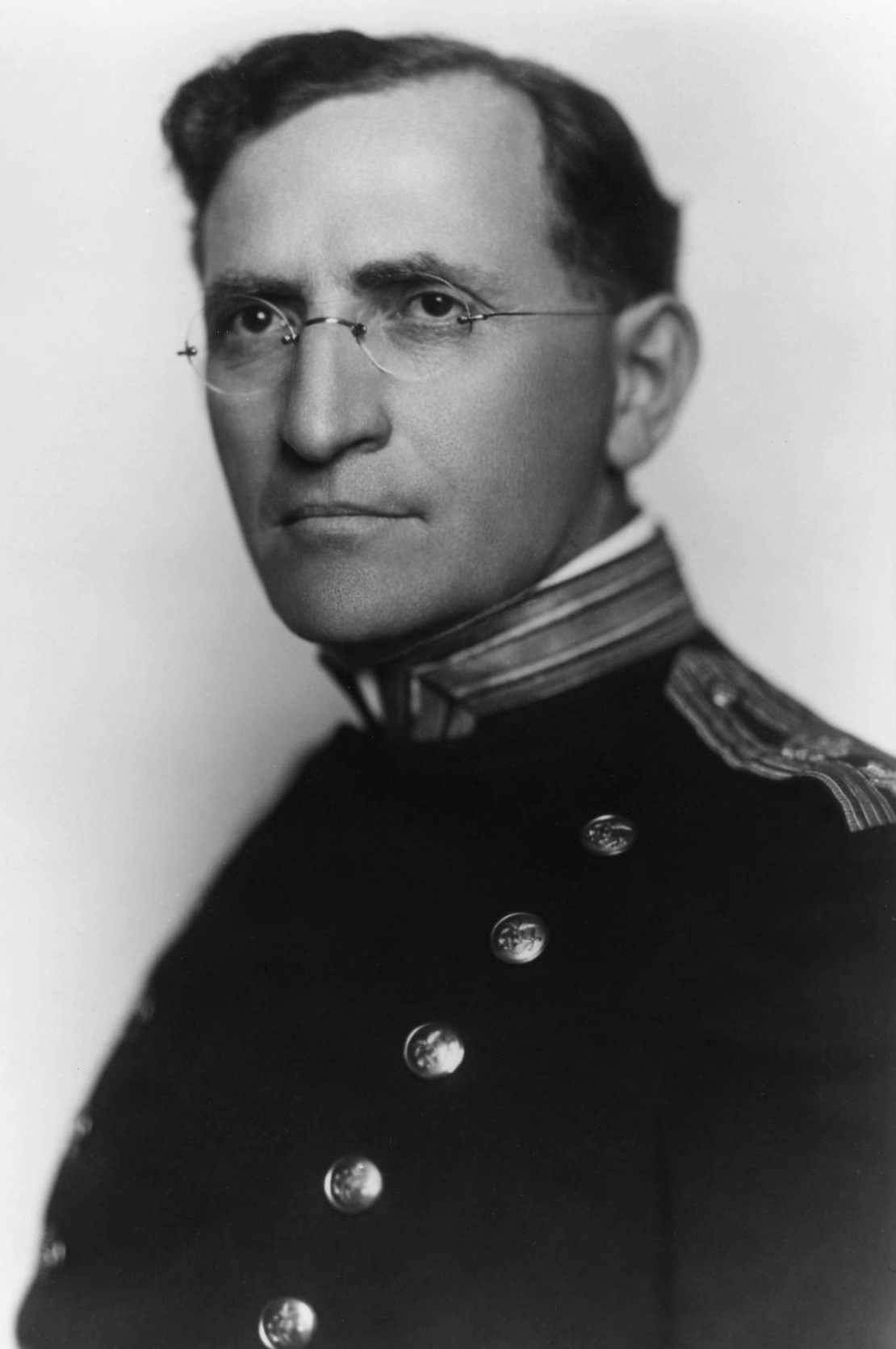
Dr. Joseph Goldberger.

El médico de origen húngaro Joseph Goldberger (1874–1929) pasó los últimos quince años de su vida luchando contra la creencia prevalente de que la pelagra era una enfermedad infecciosa, intentando demostrar que esta afección era derivada de una deficiencia dietética, como ya había postulado el médico español Gaspar Casal Julián en 1735 (su teoría quedó plasmada en la obra Historia Natural y Médica del Principado de Asturias). Sin embargo, en la época en la que vivió, la hipótesis infecciosa contaba con numerosos adeptos, puesto que resultaba más aceptable y menos embarazosa tanto social como políticamente que si fuera causada por la pobreza y la desnutrición producto de esta.
En el año 1914, una comisión de expertos promovida por parte del gobierno de los Estados Unidos determinó que la pelagra no estaba en absoluto relacionada con la dieta, apoyándose en hechos como que las personas que la padecían vivían en condiciones higiénicas deplorables y que convivían con otros enfermos. Sin embargo, ese mismo año, el Servicio de Salud de Estados Unidos le encomendó a Goldberger la tarea de estudiar la pelagra, con el objetivo de encontrar el supuesto agente infeccioso que la provocaba. El Dr. Goldberger dedicó las primeras tres semanas de estudio a la observación de pacientes en su propio medio ambiente, en los estados sureños donde se producían en forma epidémica la mayor parte de los casos. De este modo, sus observaciones quedaron plasmadas en un informe que contenía la hipótesis correcta, la cual trató de demostrar durante el resto de su vida. Puso de manifiesto que la enfermedad era prácticamente exclusiva de las zonas rurales, que estaba íntimamente vinculada a la pobreza y a una dieta barata basada en el tocino, en el maíz y en la melaza. También expuso que ni la enfermera, ni los asistentes o empleados de hospitales en los que existía un notable número de enfermos de pelagra eran contagiados. Fueron estos hallazgos los que le llevaron a determinar que no se trataba de una enfermedad infecciosa, de tal manera que postuló que esta se debía a una deficiencia en la dieta.

## Epidemiología

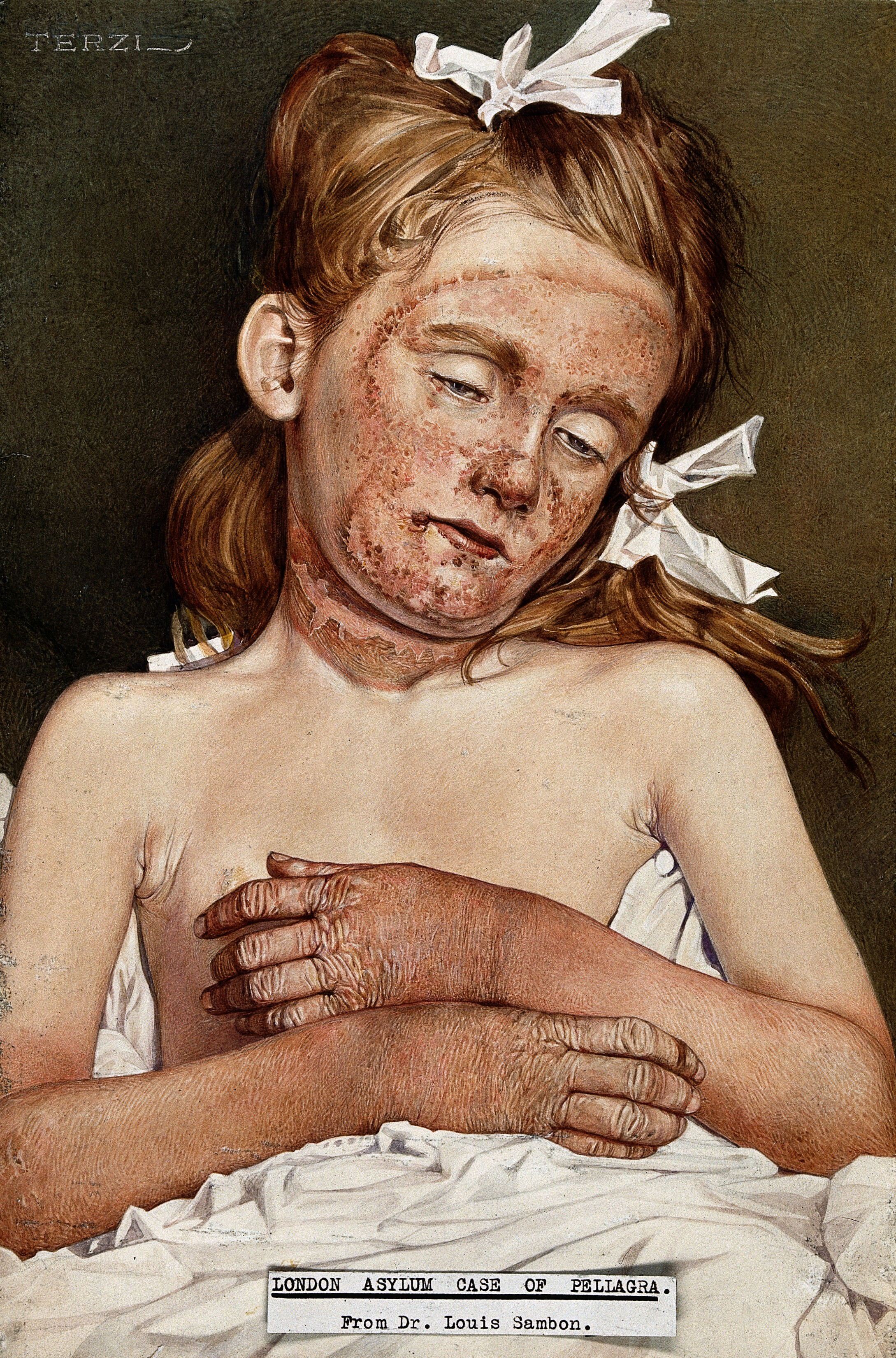
Niña con pelagra crónica en un asilo del Reino Unido, 1925.

Es relativamente frecuente que la pelagra aparezca en campos de refugiados y en situaciones de hambruna, pues en esas ocasiones el maíz suele constituir el alimento básico de la dieta de las personas. Suele deberse a descuidos por parte de las agencias de socorro, quienes prestan poca atención en suministrar una dieta equilibrada o un consumo adecuado de micronutrientes. Un ejemplo ilustrativo resulta ser un brote de pelagra que tuvo lugar durante una sequía en Tanzania central en la década de 1960, cuando la gente afectada consumía principalmente maíz donado por los Estados Unidos (el problema fue solventado con prontitud por medio de suplementos de niacina).
En la actualidad, la pelagra es extremadamente rara en los países desarrollados, observándose únicamente y de forma ocasional en alcohólicos crónicos, cuando su consumo de alcohol se prolonga durante mucho tiempo y su restauración dietética del nivel de ácido nicotínico entre los episodios de embriaguez resulta ser insuficiente.

## Cuadro clínico
Generalmente, la enfermedad comienza con cansancio, lasitud, dificultad para conciliar el sueño y pérdida de peso. La piel expuesta del cuello, manos, brazos, pies y piernas se vuelve áspera, rojiza y escamosa, especialmente tras estar expuesta a la luz solar. También aparecen lesiones dolorosas en la boca y otras afecciones que afectan al aparato digestivo, como la diarrea. De hecho, este signo (la diarrea) forma parte de la tríada clásica de la pelagra que hace que se la conozca también como la enfermedad de las 3d: diarrea, dermatitis y demencia.

### Aparato digestivo
El paciente aquejado de pelagra suele manifestar dolor bucal e indigestión, presentando a un mismo tiempo una lengua de color rojizo y papilas gustativas achatadas. Además, las membranas mucosas de la boca y el epitelio de todo el conjunto gastrointestinal pueden verse afectadas, apreciándose en algunas ocasiones úlceras pequeñas tanto en el estómago como en el esófago. El intestino delgado no suele presentar ninguna clase de anomalía, pero no sucede lo mismo en el colon, el cual se encuentra plagado de diminutas úlceras, con abscesos en la submucosa. Las dilataciones quísticas de las glándulas mucosas resultan prominentes, y las diarreas, que se registran en más de la mitad de los casos de pelagra, son de naturaleza acuosa, conteniendo con frecuencia sangre y pus. El hígado puede llegar a manifestar cierto grado de infiltración de grasa, mientras que también es frecuente tanto la vaginitis como la uretritis. A todo esto se añade una evidente falta de apetito, que acarrea debilidad y una pérdida de masa corporal considerable.

### Piel

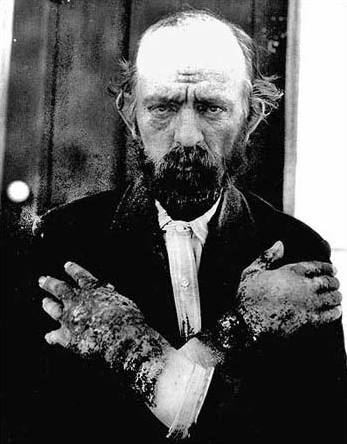
Una persona con pelagra, causada por la deficiencia crónica de vitamina B_{3} en la dieta; fotografía médica tomada en Carolina del Sur a finales del.

La dermatitis se caracteriza por su fotosensibilidad, manifestándose en muchas ocasiones con la llegada de las primeras irradiaciones solares intensas de la primavera. Las lesiones que se producen son simétricas, estando estas claramente demarcadas por una línea que separa la piel afectada de la no afectada y localizadas, por norma general, sobre las superficies extensoras de las manos, los brazos y los pies, aunque también es habitual que aparezcan en la zona expuesta del cuello, donde la lesión circuferencial es denominada collar de Casal. Las lesiones en la cara tienden a distribuirse sobre las alas de la nariz y sobre la frente, mientras que los pliegues y zonas intertriginosas de la piel, como el perineo o zonas por debajo de la mama, son típicamente afectadas por lesiones de pelagra. Un eritema parecido a la quemadura es como se inicia la dermatitis.

### Sistema nervioso
La encefalopatía de la pelagra puede simular cualquier enfermedad mental, aunque generalmente predomina la depresión con una marcada tendencia al suicidio; también son apreciables casos de desorientación, alucinosis, delirio y confusión que acaban terminando en coma. Menos constantes son las manifestaciones periféricas consistentes en una reducción de la percepción sensorial, parestesias y alteraciones reflejas. Clínicamente, son apreciables reflejos hiperactivos del tendón
Las células nerviosas corticales manifiestan degeneración, al mismo tiempo que presentan un aumento en el contenido de pigmento y grasa de su citoplasma. Asimismo, el núcleo celular puede verse desplazado hacia la periferia. Mientras las dendritas pueden aumentar de tamaño y quebrarse, los haces nerviosos en la médula espinal y nervios periféricos pueden padecer un acusada desmielinización, especialmente los fascículos posteriores. En las células de dicha columna también se ha observado cromatólisis y degeneración pigmentaria.

## Tratamiento
El tratamiento recomendado para prevenir y tratar la enfermedad consiste en la administración de niacina y otras vitaminas del grupo B, de manera que es necesaria la ingesta diaria de cantidades adecuadas de leche, carne magra o pescado, cereales de grano entero, ajo y cebolla además vegetales frescos.